# Dorothy (cráter)

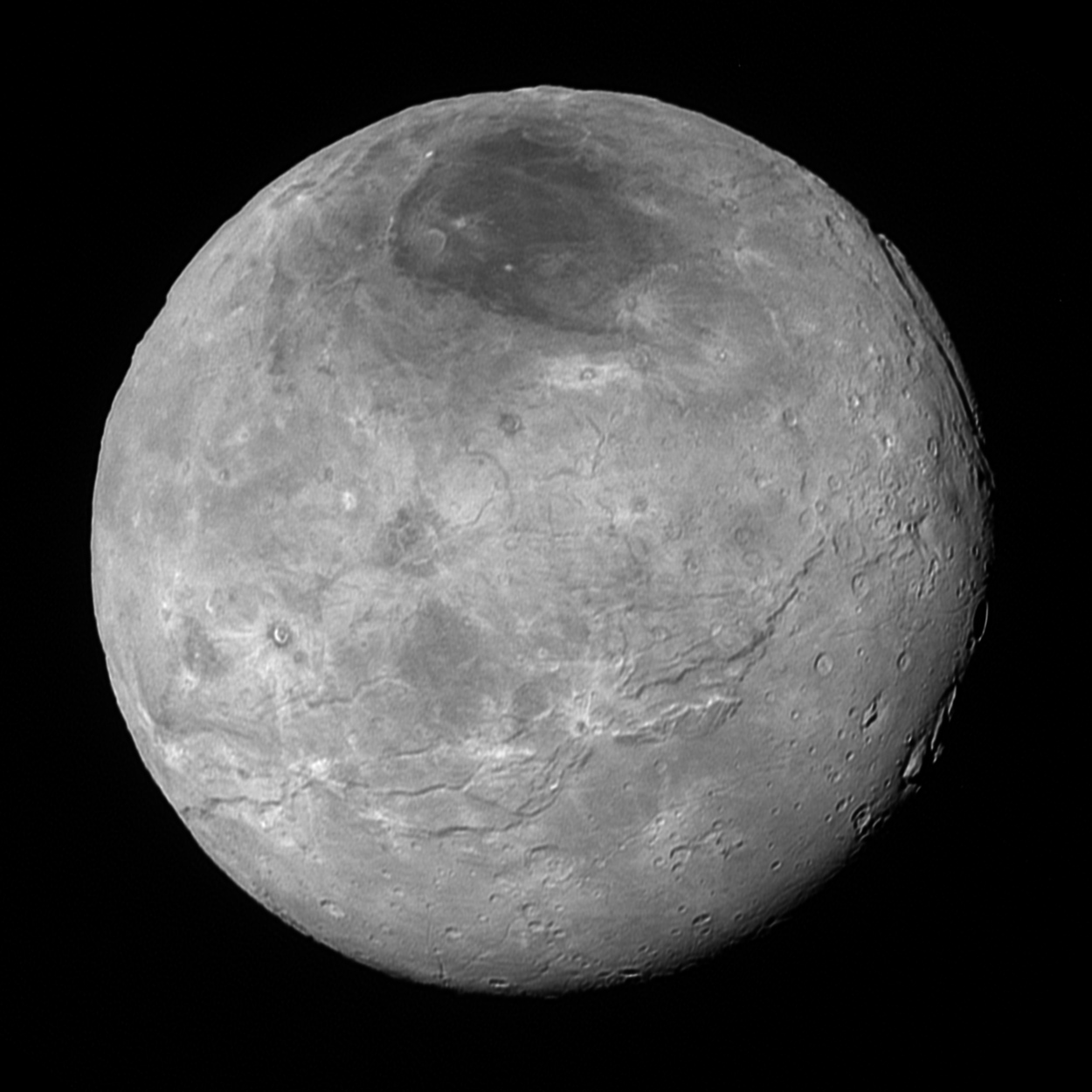
Imagen de Caronte tomada por la sonda New Horizons. Dorothy Gale es la estructura circular muy difuminada al sureste de la zona más oscura de Mordor Macula situada en el polo norte del satélite.

Dorothy es un cráter de la superficie de Caronte, satélite del planeta enano Plutón.
Recibe este nombre informalmente por el personaje de ficción del mismo nombre de El maravilloso mago de Oz de L. Frank Baum. Esta denominación fue oficializada por la Unión Astronómica Internacional (IAU) el 11 de abril de 2018.

## Descripción
Está situado en las coordenadas a 58ºN y 38ºE hacia el sureste  y sobre la zona exterior de Mordor Macula, e incluso muerde parte de su zona interior. Es un prominente cráter de aproximadamente 230 kilómetros de diámetro y 6 km de profundidad.